# Unción de enfermos

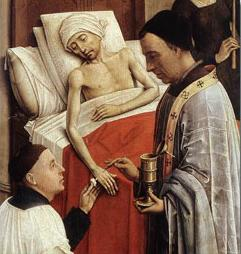
'Extrema Unción', parte de los Siete Sacramentos (1445) por Roger van der Weyden.

 El sacramento de la unción de los enfermos, también conocido como extremaunción, es un acto litúrgico comunitario realizado por parte de distintas Iglesias cristianas (Iglesia católica, Iglesia ortodoxa, Comunión anglicana) por el cual un presbítero signa con óleo sagrado a un fiel por estar enfermo, en peligro de muerte o simplemente por su edad avanzada. Con esta acción se significa que le es concedida al enfermo o al anciano una gracia especial y eficaz para fortalecerlo y reconfortarlo en su enfermedad, y prepararlo para el encuentro con Dios.
Al igual que los demás sacramentos, la Iglesia católica considera que la unción de los enfermos fue instituida por Jesucristo quien, según los textos neotestamentarios, hizo participar a sus discípulos de su ministerio de compasión y de curación:

Y, yéndose de allí, predicaron que se convirtieran; expulsaban a muchos demonios, y ungían con aceite a muchos enfermos y los curaban.
Evangelio de Marcos 6:13

Se suele indicar un pasaje de la Epístola de Santiago como contexto de la función y efectos del sacramento:

¿Está enfermo alguno entre vosotros? Llame a los presbíteros de la Iglesia, que oren sobre él y le unjan con óleo en el nombre del Señor. Y la oración de la fe salvará al enfermo, y el Señor hará que se levante, y si hubiera cometido pecados, le serán perdonados.
Epístola de Santiago 5:14-15

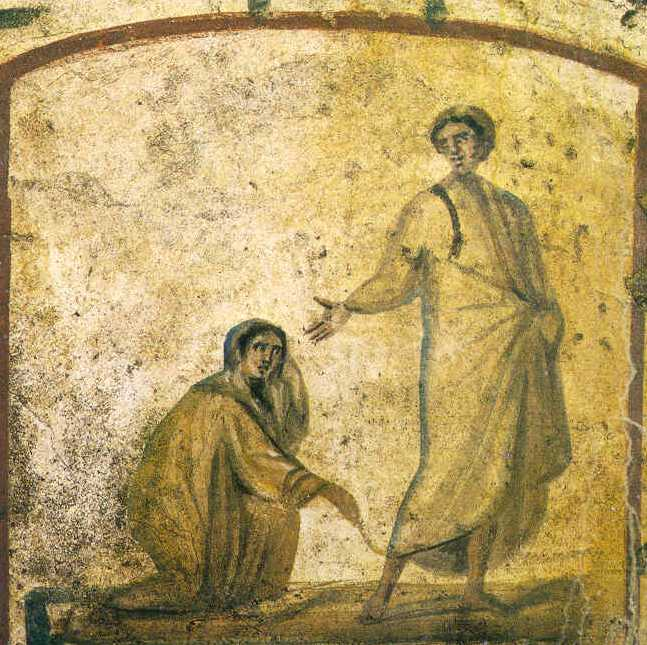
El ministerio de curación espiritual y física desarrollado por Jesús de Nazaret y continuado por sus discípulos fue reconocido desde el cristianismo primitivo. En la imagen, Jesús cura a la mujer hemorroísa, en una representación hallada en las catacumbas de Roma.

El Concilio Vaticano II, en su Constitución sobre la Sagrada Liturgia, explicita que «[...] no es solo el sacramento de quienes se encuentran en los últimos momentos de su vida [...]», señalando que son oportunos para recibirlo los tiempos de enfermedad o de vejez. Hasta el Concilio Vaticano II, al sacramento se lo conocía con el nombre de extremaunción, puesto que solo se lo administraba in extremis, es decir, ante la inminencia de la muerte. El cambio de sentido impuesto al sacramento por el Concilio responde a la necesidad e importancia de asistir a los enfermos para que el Espíritu Santo los acompañe y reconforte, de conformidad con el mandato de Jesucristo:

...en mi nombre... impondrán las manos sobre los enfermos...
Evangelio de Marcos 16:17-18

El óleo utilizado en este rito es conocido como óleo de los enfermos, y es bendecido cada año por el obispo en la misa crismal celebrada el Jueves Santo por la mañana. En el rito central del sacramento de la unción de los enfermos, el presbítero traza con el aceite bendecido la señal de la cruz en la frente y en cada una de las manos del enfermo, al tiempo que pronuncia las siguientes palabras:

Por esta santa unción y por su bondadosa misericordia, te ayude el Señor con la gracia del Espíritu Santo. Para que, libre de tus pecados, te conceda la salvación y te conforte en tu enfermedad. Amén.
cf. Codex Iuris Canonici, can. 847, 1

## Desde los Santos Padres hasta la Reforma Carolingia

### Carta de Inocencio I
La Carta de Inocencio I a Gubbio, obispo en la Umbría, del año 416, es el primer texto sobre la unción de los enfermos que cita expresamente el pasaje de Santiago. Los términos que usa para referirse a los enfermos (aegrogantes y languidi) son genéricos, e indudablemente no aluden a un sacramento reservado para el trance de muerte. Se excluye de su recepción a los penitentes. La administración del sacramento corresponde ante todo a los presbíteros; pero el Papa subraya que, como es natural, también los obispos tienen la potestad de ungir. En cambio, la bendición del óleo está reservada al obispo. En cuanto a los efectos del sacramento, el papa se limita a citar la Epístola de Santiago (5:14-15). La carta de Inocencio I fue conocida en todo el Occidente y aceptada como documento normativo; posteriormente la recogieron la mayoría de colecciones de cánones, y en el año 868 la reprodujo literalmente el Concilio de Worms.

### Explicitación progresiva
La explicitación del significado, del sujeto y de la oportunidad de administración del sacramento se produjo de forma progresiva a través de la historia. La mención del sacramento entre los Padres fue esporádica y tardía. Cesáreo de Arlés (542) fue el primero en aludir a la unción. Lo hizo en sus sermones, donde exhortaba a los enfermos a que pidan a los presbíteros, y no a los magos y adivinos, el óleo bendecido para ungirse. Cesáreo habló también de enfermos que pueden ir a la iglesia; se trataba, por tanto, de enfermedades leves; jamás mencionó el peligro de muerte. Textos análogos aparecen en Eligio de Noyon (660) y en Jonás de Orleans (843).
Beda el Venerable (735) relacionó el pasaje del Evangelio de Marcos 6:13 antes citado con el pasaje de la Epístola de Santiago 5:14-15, y llegó a la conclusión de que los apóstoles impusieron el precepto de ungir a los posesos y a todos los demás enfermos con óleo bendecido por el obispo. Supuso que la enfermedad del cuerpo puede ir unida a un mal del alma, y que podían aplicar el aceite no solo los presbíteros, sino los demás cristianos, tanto ungiéndose a sí mismos como haciéndolo a sus allegados. El perdón de los pecados graves no se logra mediante la unción y la oración, sino con el arrepentimiento y la confesión a los sacerdotes, que son complemento de la unción.
A partir del siglo VIII, con la Reforma carolingia, la unción de los enfermos experimentó un cambio profundo en diversos aspectos. A partir de entonces ya son muchos los testimonios litúrgicos, pues se impusieron los ordines, que detallaban la forma a usar para el rito. Hubo una mayor acentuación de la importancia que tiene el ministerio en la administración de los sacramentos. La bendición del óleo quedó entonces estrictamente reservada al obispo. 
La unción se solemnizó notablemente en el siglo IX; en ciertas regiones participaban siete sacerdotes (costumbre conservada en el rito bizantino); en algunas partes se repetía durante siete días; se multiplicaron los ritos secundarios y se añadieron más oraciones. Se enumeraron las partes del cuerpo que debían ungirse, imponiéndose los rituales que prescribían siete unciones: ojos, oídos, nariz, labios, riñones (pecho), manos y pies. Estos rituales aparecieron en Francia y Alemania, y se consolidaron en Roma durante los siglos XII y XIII. El cambio más profundo con respecto a la época precedente se debió a que la reforma carolingia vinculó la unción de enfermos a los moribundos, poniéndola en estrecha relación con el viático y, sobre todo, con la penitencia de los enfermos de muerte. Esta vinculación modificó la forma de concebir el significado y los efectos de dicha unción. En adelante ya no fue sujeto el enfermo como tal, sino solo el enfermo en peligro de muerte.
El filósofo Pedro Abelardo (siglo XII) vinculó la unción de los enfermos con el bautismo y con la penitencia. La unción sería un complemento de la consagración del hombre a Dios a inicios de su vida cristiana en el bautismo. La relación con la penitencia marcaría su tono de contrición y de preparación para la vida eterna, que empezaba ya a ser explicitado.
Pedro Lombardo consideró la unción de enfermos como sacramento de moribundos. Afirmó que debía administrarse al final de la vida y la llamó expresamente "extrema unctio". Le atribuyó un doble efecto: perdón de los pecados y alivio de la debilidad corporal del enfermo. El efecto espiritual se produce siempre, mientras que el corporal solo se da cuando es conveniente para la salvación del enfermo [cita requerida].
Buenaventura (1274) se expresó de manera similar: lo presentó como el sacramento para el trance de la muerte, e indicó que el sujeto de la unción no era el enfermo sino el moribundo.
Tomás de Aquino (1274) escribió dos tratados completos sobre la unción de enfermos: uno en su Comentario a las Sentencias, y el otro en la Summa contra Gentiles. También la llama «ultima unctio». No obstante, consideró la posibilidad de que el enfermo se cure, y afirmó que puede repetirse la «extremaunción», si recae en la misma situación. El Aquinate concibió la extremaunción como sacramento de curación («medicina, curatio, sanatio»), pero pensó primariamente en la curación espiritual, efecto principal, al que se subordina la corporal. Dicha unción completa la curación iniciada por medio de la penitencia y libera al hombre del reato temporal, al tiempo que borra los pecados olvidados por el enfermo [cita requerida].
Juan Duns Scoto (1308) restringió todavía más el círculo de los que pueden recibir la extremaunción: el que se encuentra en un estado incapaz de cometer un solo pecado venial, los enfermos que están en la agonía. Como es obvio resulta imposible mencionar entre los efectos la curación corporal. Según él, la unción perdonaba todas las culpas veniales de cara a la entrada inmediata en la gloria. Por eso, solo se podía administrar en el último momento o cuando ya se había perdido la conciencia.
Los documentos del magisterio reflejaron la praxis de la época y la opinión de los teólogos. El Primer Concilio de Lyon (1245) le dio el nombre de unctio extrema. El Concilio de Florencia recogió el Decreto para los Armenios:

"El quinto sacramento es la extremaunción (extrema unctio), cuya materia es el aceite de oliva bendecido por el obispo. Este sacramento no debe darse más que al enfermo, de cuya muerte se teme (de cuius morte timetur), y ha de ser ungido en estos lugares: en los ojos, a causa de la vista; en las narices, por el olfato; en la boca, por el gusto o la locución; en las manos, por el tacto; en los pies, por el paso; en los riñones, por la delectación que allí reside.
La forma de este sacramento es esta: «Por esta santa unción y por su piadosísima misericordia, el Señor te perdone cuanto has cometido por la vista», y de modo semejante con los otros miembros.

El ministro de este sacramento es el sacerdote. El efecto es la salud del alma y, en cuanto convenga, también la del mismo cuerpo. De este sacramento dice el bienaventurado Santiago apóstol: «¿Está enfermo alguno entre vosotros? Llame a los presbíteros de la Iglesia, para que oren sobre él, ungiéndole con óleo en el nombre del Señor; y la oración de fe salvará al enfermo, y el Señor le aliviará y, si tuviese pecados, se le perdonarán» (St 5, 14 s.)".
D 1324 s.

## El nombre del sacramento de acuerdo con el Concilio Vaticano II
Este sacramento se conocía antes como "Extrema Unción", pues solo se administraba in articulo mortis (a punto de morir). Actualmente el sacramento se denomina canónicamente "Unción de los Enfermos" y se puede administrar más de una vez, siempre que el enfermo se encuentre grave.

## Efectos del sacramento de la unción de los enfermos

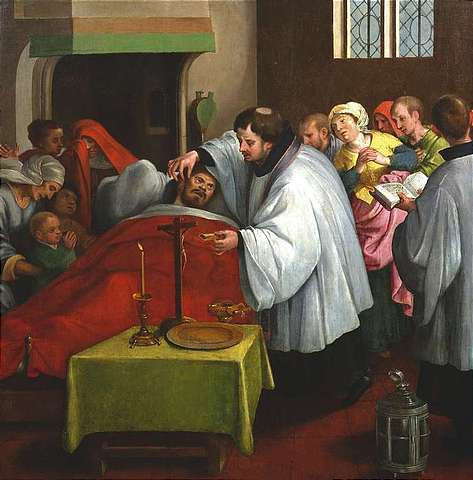
Unción de los enfermos.

- Un don particular del Espíritu Santo. La primera gracia es de consuelo, paz y ánimo para vencer las dificultades propias de la enfermedad o la fragilidad de la vejez. Es un don del Espíritu Santo que renueva la confianza y la fe en Dios y fortalece contra las tentaciones del maligno, como el desaliento y la desesperación.

- El perdón de los pecados. Se requiere además el arrepentimiento y confesión de la persona que recibe el sacramento.

- La unión a la Pasión de Cristo. Se recibe la fuerza y el don para unirse con Cristo en su Pasión y alcanzar los frutos redentores del Salvador.

- Una gracia para la Iglesia. Los enfermos que reciben este sacramento, uniéndose libremente a la Pasión y Muerte de Jesús, contribuyen al bien del Pueblo de Dios y a su santificación.

- Una preparación para el paso a la vida eterna. Este sacramento acaba por conformarnos con la muerte y resurrección de Cristo como el bautismo había comenzado a hacerlo. La Unción del Bautismo sella en nosotros la vida nueva, la de la Confirmación nos fortalece para el combate de la vida. Esta última unción ofrece un escudo para defenderse de los últimos combates y entrar en la Casa del Padre. Se ofrece a los que están próximos a morir, junto con la Eucaristía como un "viático" para el último viaje del hombre.

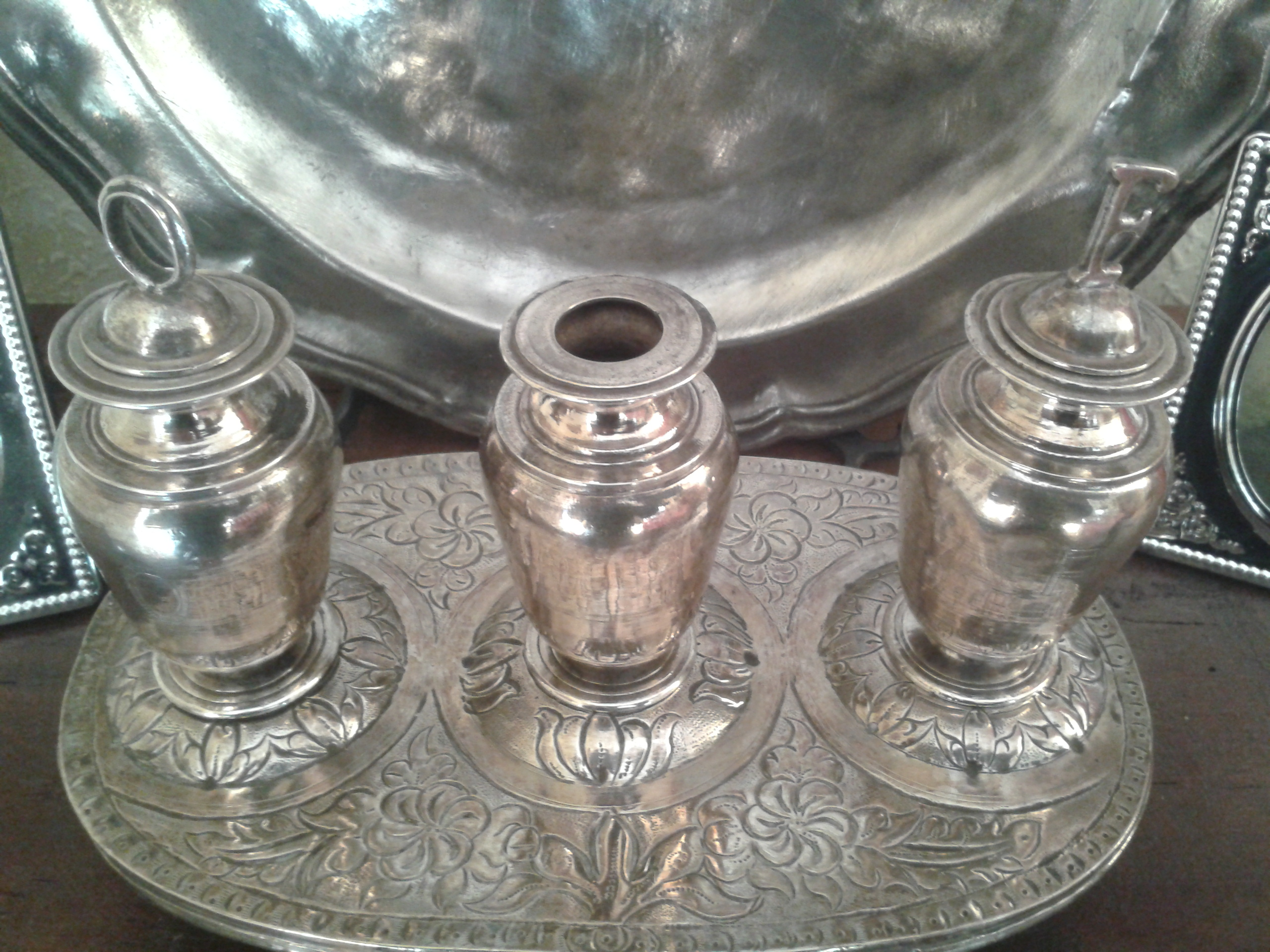
Bandeja con los recipientes para administrar los santos óleos en el sacramento de la extremaunción..

## Destinatarios y ministros de la Unción

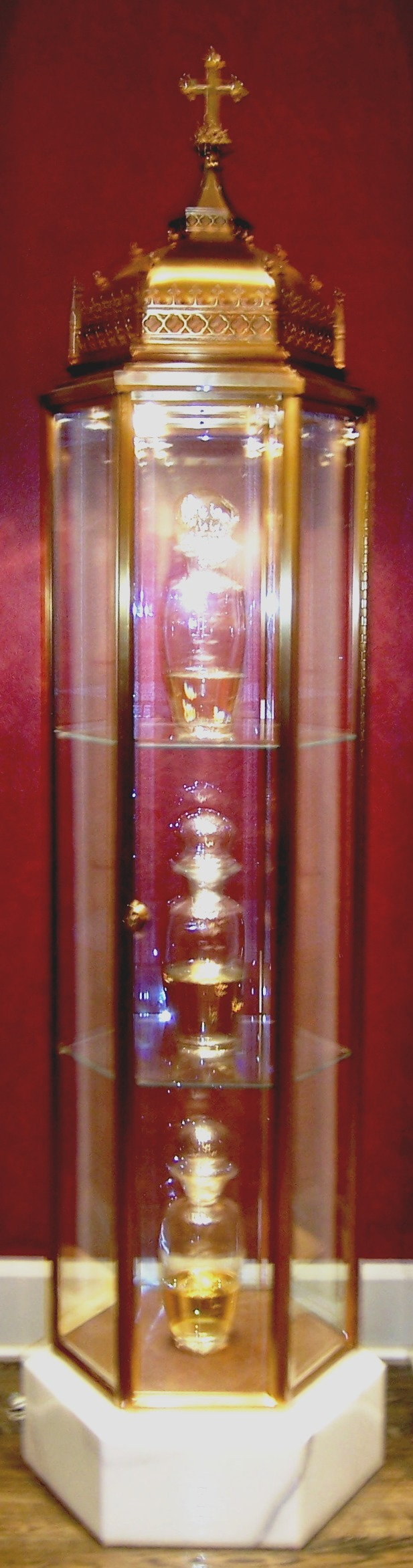
Pequeño mueble de cristal conteniendo vasos para los tres tipos de aceite santo: el santo crisma, el óleo de los catecúmenos y el óleo para la unción de los enfermos. Los tres son bendecidos en la misa crismal, en la mañana del Jueves Santo.

Solamente los sacerdotes o los obispos pueden ser ministros de este sacramento. Esto queda claro en el texto de Santiago y los Concilios de Florencia y de Trento lo definieron de tal manera, interpretando dicho texto. Únicamente ellos lo pueden aplicar, utilizando el óleo bendecido por el obispo, o en caso de necesidad por el mismo presbítero en el momento de administrarlo.
Es deber de los presbíteros instruir a los fieles sobre las ventajas de recibir el sacramento y que los ayuden a prepararse para recibirlo con las debidas disposiciones.
El sujeto de la Unción de los Enfermos es cualquier fiel que habiendo llegado al uso de razón, comienza a estar en peligro por enfermedad o vejez (cf. Catecismo de Juan Pablo II, número 1514).
El sujeto –como en todos los sacramentos- debe estar bautizado, tener uso de razón, pues hasta entonces no es capaz de cometer pecados personales, razón por la cual no se le administra a niños menores de siete años.
Además, debe tener la intención de recibirlo y manifestarla. Cuando enfermo ya no posee la facultad para expresarlo, pero mientras estuvo en pleno uso de razón lo manifestó aunque fuera de manera implícita, sí se puede administrar. Es decir, aquel que antes de perder sus facultades llevó una vida de práctica cristiana, se presupone que lo desea, pues no hay nada que indique lo contrario. Sin embargo, no se debe administrar en el caso de quien vive en un estado de pecado grave habitual, o a quienes lo han rechazado explícitamente antes de perder la conciencia. En caso de duda se administra “bajo condición”, su eficacia estará sujeta a las disposiciones del sujeto.
Para administrarlo no hace falta que el peligro de muerte sea grave y seguro, lo que sí es necesario es que se deba a una enfermedad o vejez. En ocasiones es conveniente que se reciba antes de una operación que implique un gran riesgo para la vida de una persona.
En el supuesto de que haya duda sobre si el enfermo vive o no, se administra el sacramento “bajo condición”, anteponiendo las palabras “Si vives…”

### Declaración de la Santa Sede respecto al ministro de la Unción de los Enfermos
A continuación se presenta la declaración emitida por la Santa Sede y firmada por el entonces prefecto de la Congregación para la Doctrina de la Fe, cardenal Joseph Ratzinger (quien luego sería el papa Benedicto XVI), sobre el ministro del Sacramento de la Unción de los Enfermos.

El Código de Derecho Canónico en el canon 1003 § 1 (cfr. también can. 739 § 1 del Código de los Cánones de las Iglesias Orientales) recoge exactamente la doctrina expresada por el Concilio Tridentino (Sesión XIV, can. 4: DS 1719; cfr. también el Catecismo de la Iglesia Católica, n. 1516), según la cual sólo los sacerdotes (obispos y presbíteros) son ministros del sacramento de la unción de los enfermos.

Esta doctrina es definitive tenenda. Ni diáconos ni laicos por ello pueden ejercer dicho ministerio y cualquier acción en este sentido constituye simulación del sacramento.
Roma, desde la Sede de la Congregación para la Doctrina de la Fe, 11 de febrero de 2005, en la memoria de la Virgen de Lourdes,
+ Joseph Card. Ratzinger
Prefecto
+ Angelo Amato, S.D.B.
Arzobispo titular de Sila
Secretario

A los eminentísimos y excelentísimos
Presidentes de las Conferencias Episcopales:
En estos últimos años han llegado a la Congregación para la Doctrina de la Fe varias preguntas acerca del ministro del Sacramento de la Unción de los Enfermos.
A respecto este Dicasterio considera oportuno enviar a todos los pastores de la Iglesia católica la adjunta Nota sobre el ministro del Sacramento de la Unción de los Enfermos (cfr. Anexo 1).
Por su utilidad se transmite también un apunte sintético sobre la historia de la doctrina al respecto, preparado por un experto en la materia (cfr. Anexo 2).
Al comunicarle cuanto antecede, aprovecho la ocasión para ofrecerle distinguidos respetos y confirmarme devotísimo,

+ Joseph Card. Ratzinger,
Prefecto

## En la Iglesia Adventista
En la Iglesia Adventista, la unción fue una práctica común, y suele formar parte del quehacer de ancianos y pastores como líderes espirituales de las congregaciones. Sin embargo, al realizarse encuestas a cien pastores y al mismo número de ancianos para conocer su opinión en torno al ungimiento, las encuestas y las entrevistas realizadas revelaron que en la actualidad se observa una marcada diferencia de opinión en el círculo de pastores y de ancianos, en cuanto al significado y la práctica del mismo.